# Seidensticker
Seidensticker je největší evropský výrobce košil se sídlem v německém Bielefeldu. Jedná se o rodinnou firmu. Bratranci Gerd Oliver a Frank Walter Seidensticker vedou společnost už ve třetí generaci.

## Historie
Walter Seidensticker založil tuto společnost v roce 1919 ve věku 23 let v německém Bielefeldu-Brackwede. S vypůjčenými 5000 zlatými markami Goldmark nastartoval v domě svých rodičů svou první produkci košil. Jako první začal Walter Seidensticker od roku 1924 využívat pro svou produkci výrobních pásů. Otevřel továrny v Bielefeldu a na jiných místech v Německu. Následovalo otevření dalších vlastních výroben v Evropě. Dnes vlastní síť výroben konfekce především na dálném východě. Firma Seidensticker vyváží své výrobky do 87 zemí světa.

## Význam
Tato společnost se významně podílela na prodeji a oblíbenosti košil na německém trhu. V roce 1957 zavedl Seidensticker na německý trh svou vůbec první košili z lehce žehlivého materiálu „TOPLIN“. Ta se také stala jeho první značkovou košilí. 1959/61 byl poprvé zpracován materiál „Splendesto“, který byl nežehlivý. 1968 se rozvinuly nežehlivé materiály a přibyla značka „Diolen Star“, která měla jako symbol našitou černou růži. V letech 1989, 1999 a 2004 bylo dosaženo dalších zlepšení kvality bavlny v kolekci Splendesto. V roce 2010 vyrobila firma Seidensticker svou 800miliontou košili v historii svého trvání.

## Produkty
Značka výrobce košil Seidensticker se rozvinula na skupinu Seidensticker. K ní patří čtyři vlastní značky a sedm licencí, jako Camel active. Velkou část obratu tvoří prodej košil. Vedle toho vyrábí tato firma také dámské blůzy. V roce 2004 obdržela společnost za příkladné vedení značky od „Superbrands Deutschland“, což je německá pobočka organizace Organisation The Brand Council, titul „Superbrand“ v kategorii „móda/doplňky“. Výrobky Seidensticker lze zakoupit v Německu v obchodech HOS – Home of Shirt, anebo téměř ve všech outletových centrech v Evropě. V České republice jsou obchody Seidensticker v outletovém centru Freeport v Hatích, anebo ve Fashion Aréně v Praze. Firma je členem programu VFI, který garantuje, že všechny výrobky jsou produkovány za sociálně férových podmínek, to znamená, že dodržuje předpisy o pracovní době, zdravotním a sociálním pojištění. Podmínky při produkci košil např.ve Vietnamu kontrolují přímo pracovníci německé centrály, kteří jsou na místě.

### Značky a kolekce
- Seidensticker
- Schwarze Rose
- Jacques Britt
- Dornbusch
- Redford
- UNO
- UNO Superslim
- Benetti
- Daniel Schagen

### Licence
- Camel Active
- Strellson
- Bogner
- Baldessarini
- Bugatti
- JOOP!
- Michalsky